# Người Miến
Người Miến, còn gọi là người Miến Điện, người Bamar, người Bama, người Mranma, người Myanma hoặc người Myanmar (tiếng Miến Điện: ဗမာလူမျိုး; chuyển tự Latinh: ba ma lu myui:; phiên âm quốc tế: [bəmà lùmjó]) là sắc tộc đông dân nhất ở Myanmar, với tổng số khoảng 30 triệu người, chiếm 68% dân số cả nước. Người Miến, nói chung, tóc đen thẳng, da sáng. Người Miến nhiều khi được gọi là người Myanmar. Tuy nhiên, cách gọi này không rõ ràng, bởi vì những công dân Myanmar không thuộc sắc tộc Miến cũng được gọi chung là người Myanmar.
Người Miến nói tiếng Miến Điện - một ngôn ngữ mà phần lớn từ vựng là từ đơn âm tiết và có thanh điệu, thuộc nhóm ngôn ngữ Tạng-Miến. Phần đông (90%) người Miến theo Phật giáo Thượng tọa bộ. Tổ tiên người Miến di cư từ Vân Nam hiện đại tới phần lưu vực sông Ayeyarwady ở Thượng Miến cách nay khoảng 1200–1500 năm. Họ dần thay thế người Môn và người Pyu thành sắc tộc thống trị ở lưu vực sông Ayeyarwady. Ở Myanmar hiện nay, người Miến sinh sống chủ yếu ở lưu vực sông Ayeyarwady từ trung lưu xuống phía nam, lưu vực sông Sittaung, vùng ven biển. Nhiều người Miến định cư ở nước ngoài, nhất là Vương quốc Anh và các nước nói tiếng Anh khác.
Trong lịch sử Myanmar, các triều đại của người Miến liên tục thống nhất và cai trị Myanmar.
Người Myanmar có quan hệ gần với người Rakhine.